# Top Model of the World
O Top Model of the World é um concurso de beleza realizado anualmente em diferentes localidades. O evento prisma somente pela participação de modelos, que são geralmente enviadas pelo seus países por meio de concursos ou agências. A candidata que vence é eleita a melhor top model do mundo e participa de diversos eventos voltados ao lado fashion e televisivo de diversas localidades, difundindo o nome do certame para o mundo. O evento teve início em 1993 em Miami, organizada pelo Grupo Globana. Atualmente a coordenação tem a marca do grupo WBO (World Beauty Organization).

## História
Em 1995, o concurso foi realizado fora do Estados Unidos pela primeira vez, o país anfitrião da vez foi a Rússia. Em 2005 o certame foi realizado pela primeira vez na Ásia, mais precisamente em território chinês. No ar, um espetacular show aberto ao final do evento de 2005, que ocorreu no Parque Humen com mais de 10.000 espectadores e foi o vencido por Dominika van Santen da Ilha de Margarita, Venezuela. O evento foi transmitido ao vivo com mais de 360 milhões de telespectadores em todo o mundo. Em 2006, foi realizada em Kunming, na China. Lá, Dominika van Santen coroou sua sucessora do Brasil, Natália Guimarães que logo depois renunciou para participar do Miss Universo 2007, no qual ficou na segunda colocação.

## Vencedoras
Para o ver o desempenho das brasileiras nesta disputa, vá até Belezas do Brasil.

A mineira Natália Guimarães renunciou ao título internacional conquistado no ano de 2007 por optar em participar do Miss Universo 2007. A filipina Michelle de Leon assumiu o título em seu lugar. Em razão disso, a vitória não entra na contagem de coroas para o Brasil. Natália conseguiu a segunda colocação do certame que consagrou a japonesa Riyo Mori como vencedora. 

| Ano  | Vencedoras          | País                 | Local do Evento |
| ---- | ------------------- | -------------------- | --------------- |
| 1993 | Francesca Bologna   | Itália               | Miami           |
| 1994 | Claudine Obert      | França               | Miami           |
| 1995 | Jacqueline Aguilera | Venezuela            | Moscou          |
| 1996 | Selinée Méndez      | República Dominicana | Koblenz         |
| 1997 | Franziska Schaub    | Alemanha             | Legden          |
| 1998 | Michelle Khan       | Trinidad & Tobago    | Magdeburg       |
| 1999 | Suzana Fabriova     | Eslováquia           | Frankfurt       |
| 2000 | Yeliz Celiskan      | Turquia              | Vreden          |
| 2001 | Renata Janetkova    | República Tcheca     | Kaiserslautern  |
| 2002 | Natascha Börger     | Alemanha             | Aachen          |
| 2003 | Nihan Akkuş         | Turquia              | Aachen          |
| 2004 | Sun Na              | China                | Karlsruhe       |
| 2005 | Dominika van Santen | Venezuela            | Humen           |
| 2007 | Natália Guimarães 2 | Brasil               | Humen           |
|      | Michelle de Leon    | Filipinas            |                 |
| 2008 | Alessandra Alores   | Alemanha             | Hurghada        |
| 2009 | Débora Lyra         | Brasil               | Berlin          |
| 2010 | Carolina Rodríguez  | Colômbia             | Dortmund        |
| 2011 | Loredana Salanta    | Romênia              | Usedom          |
| 2012 | Luna Isabella Voce  | Itália               | Dortmund        |
| 2013 | Mónica Palacios 3   | Colômbia             | El Gouna        |
|      | Isaiah Inara        | Nigéria              |                 |
| 2014 | Tania Cuero         | Colômbia             | El Gouna        |
| 2015 | Elena Kosmina       | Ucrânia              | El Gouna        |
| 2016 | Margo Cooper        | Bulgária             | Bremen          |
| 2017 | Yuliya Gershun      | Ucrânia              | El Gouna        |
| 2018 | Janet Leyva         | Peru                 | Hurghada        |
| 2019 | Nicole Menayo       | Espanha              | Hurghada        |
| 2020 | Pierinna Patiño     | Peru                 | Hurghada        |
| 2022 | Natalie Kocendova   | República Tcheca     | Hurghada        |

### Observações
1. Não houve concurso internacional em 2006.
2. Natália Guimarães renunciou. Michelle de Leon assumiu o título.
3. Mónica Palacios não consta na lista de vencedoras do site oficial do certame.

## Conquistas por País
| País                 | Títulos | Vitórias         |
| -------------------- | ------- | ---------------- |
| Alemanha             | 3       | 1998, 2003, 2008 |
| República Tcheca     | 2       | 2002, 2022       |
| Peru                 | 2       | 2018, 2020       |
| Ucrânia              | 2       | 2015, 2017       |
| Colômbia             | 2       | 2010, 2014       |
| Itália               | 2       | 1994, 2012       |
| Turquia              | 2       | 2001, 2004       |
| Venezuela            | 2       | 1996, 2006       |
| Espanha              | 1       | 2019             |
| Peru                 | 1       | 2018             |
| Bulgária             | 1       | 2016             |
| Nigéria              | 1       | 2013             |
| Romênia              | 1       | 2011             |
| Brasil               | 1       | 2009             |
| Filipinas            | 1       | 2007             |
| China                | 1       | 2005             |
| Eslováquia           | 1       | 2000             |
| Trinidad & Tobago    | 1       | 1999             |
| República Dominicana | 1       | 1997             |
| França               | 1       | 1995             |